# Reine rouge (Resident Evil)
Pour les articles homonymes, voir Reine rouge.
 (août 2025).
Motif : antagoniste mineur de la saga, absence de sources secondaires centrées
- Archive Wikiwix
- Bing
- Cairn
- DuckDuckGo
- E. Universalis
- Gallica
- Google
- G. Books
- G. News
- G. Scholar
- Persée
- Qwant
- (zh) Baidu
- (ru) Yandex
- (wd) trouver des œuvres sur Wikidata

| 1. | Préciser le motif de la pose du bandeau. | Précisez le motif de la pose du bandeau en utilisant la syntaxe suivante : {{admissibilité à vérifier\|date=août 2025\|motif=remplacez ce texte par le motif}}                                   |
| 2. | Informer les utilisateurs concernés.     | Pensez à avertir le créateur de l'article, par exemple, en insérant le code ci-dessous sur sa page de discussion : {{subst:avertissement admissibilité à vérifier\|Reine rouge (Resident Evil)}} |

La Reine rouge (Red Queen en anglais) est un personnage créé pour le film Resident Evil. Il apparait ensuite dans la série de jeux vidéo Resident Evil ayant inspiré le film.

## Description
La Reine rouge est une machine. Il s'agit d'une intelligence artificielle servant de banque centrale de données concernant la société pharmaceutique Umbrella Corporation, travaillant en secret sur des armes biologiques. Ses composantes étant très complexes, elle est capable de prendre des décisions par elle-même, comme un être humain. Dans le film, elle a notamment un rôle d'administration et de sécurité en gérant à elle seule le fonctionnement des laboratoires présents sous Raccoon City. 
Quand un des flacons contenant le virus-T est volontairement brisé à l'intérieur du complexe par un individu venu voler les recherches d'Umbrella, elle verrouille toutes les issues de sa propre initiative, condamnant à une mort certaine la totalité des employés qu'elle était censée protéger. Ceux-ci sont transformés en zombies et font obstacle au commando envoyé sur les lieux pour désactiver la Reine. 
La machine est également capable de parler. Dans le film, elle produit un hologramme ayant l'apparence d'une fillette pour s'adresser aux soldats. Elle les met en garde en leur disant que s'ils la désactivent et effacent toutes ses données, ils ne sortiront pas vivants des laboratoires. Elle est tout de même formatée en dépit de ses avertissements. Après cela, la machine, ayant repris conscience, leur propose un marché à travers un écran : elle accepte de les faire sortir alors qu'ils sont poursuivis par un Tyrant, un monstre humanoïde géant, s'ils acceptent d'exécuter une des rescapées du commando, infectée par le virus. Cette dernière semble prête à se sacrifier mais refuse au dernier moment. La porte leur est malgré tout ouverte juste à temps par un de leurs compagnons qu'ils croyaient mort.
Dans les jeux vidéo, notamment dans Resident Evil: Umbrella Chronicles, la Reine rouge sert surtout de base de données même si l'on voit Sergei Vladimir, un officier d'Umbrella, l'utiliser pour commander à distance certains systèmes depuis le cœur du laboratoire avant de se transformer en créature surpuissante grâce à un virus spécial, et d'être finalement tué par Albert Wesker. Ce dernier a aussi tenté d'utiliser la Reine rouge, juste après sa propre résurrection, pour collecter des informations mais voit sa connexion au système refusée. Il y répond en tirant une balle à bout portant sur l'écran de contrôle.